# ویرخلشه
ویرخلشه (به لاتین: Wierchlesie) یک روستا در لهستان است که در گمینا یمیلنگتسا واقع شده‌است.